# Вулф, Джин
Джин Родман Вулф (англ. Gene Wolfe; 7 мая 1931 — 14 апреля 2019) — американский писатель, писавший в жанрах научной фантастики и фэнтези.

## Биография
Родился Вулф в городе Нью-Йорк (Бруклин), в семье торговца. Когда Вулфу исполнилось 10 лет, его семья переехала в Хьюстон, штат Техас. Сам Вулф считал, что именно в детстве он впервые прикоснулся к фантастике.
В 1949 году Вулф поступил в колледж, и уже в 1951 году в студенческом журнале «Комментатор» он опубликовал свой первый рассказ — «Дело об исчезающем призраке». В тот же год Вулф оставил обучение и пошёл в армию. Там он провёл годы с 1952 по 1954 и даже принял участие в боевых действиях последних месяцев Корейской войны.
Вернувшись, Вулф воспользовался правом на высшее образование, которое давала армейская служба, и поступил в Хьюстонский университет, который закончил по специальности промышленный инженер. С 1956 по 1972 год Вулф работал на компанию «Procter & Gamble»; самое значительное его достижение на этом поприще — участие в разработке машины по производству чипсов «Принглз». После ухода из компании Вулф много лет работал редактором журнала «Промышленная технология» («Plant Engineering»), в честь которого назвал один из сборников рассказов.
В ноябре 1956 года Джин Вулф женился на Розмари Франсес Дейч. Чета Вулфов, у которой было четверо детей, проживала в штате Иллинойс: сначала в Баррингтоне, пригороде Чикаго, затем переехали в Пеорию в 2013 году. 14 декабря того же года Розмари скончалась. Помимо прочих заболеваний, у неё была болезнь Альцгеймера, о чем Вулф в одном из интервью вспоминал:

Было время, когда она не помнила моего имени или того, что мы были женаты, но она все ещё помнила, что любит меня.
Оригинальный текст (англ.)There was a time when she did not remember my name or that we were married, but she still remembered that she loved me.

Джин Вулф скончался в своём доме в Пеории от сердечно-сосудистых заболеваний 14 апреля 2019 года в возрасте 87 лет.

## Творчество
Первый рассказ, который был опубликован, это рассказ «Мертвец». Написан он был в 1956 году, а опубликован только в 1965 (журнал «Sir»). После этого рассказы Вулфа стали регулярно появляться в журналах и сборниках (в том числе — в серии антологий «Орбита» под редакцией Деймона Найта).
В начале 1970-х годов Вулф создал две книги, сразу же признанные шедеврами: триптих научно-фантастических повестей «Пятая голова Цербера» (1972) и мистико-реалистический роман «Покой» (1976). Написанная в середине 1970-х повесть «Канун святой Катарины» (действие которой происходило на умирающей Земле сверхдалёкого будущего) так и не была опубликована. Она стала основой романа «Пыточных дел мастер» (1980), который, в свою очередь, оказался первым томом трилогии в жанре «научной фэнтези». Однако неожиданно трилогия переросла в четырёхтомник «Книга Нового Солнца» (1980—1983). Успех этого романа — и критический, и финансовый, — позволил Вулфу в 1984 году наконец-то уйти с поста редактора журнала и стать профессиональным писателем.
Второй цикл романов, к которому Вулф приступил в середине 1980-х годов, — «Латро в тумане» — так и остался неоконченным. Это историко-мифологическое повествование о воине по прозвищу Латро, живущем во время греко-персидских войн.
Время от времени Джин Вулф писал и одно-двухтомные романы, в которых обыгрывались привычные жанровые клише. Например, «Вид на замок» (1990) переносил события артуровского эпоса в современный Иллинойс, «Рыцарь-чародей» (2003—2004) — опыт героической фэнтези, название же «Пиратская свобода» (2007) говорит само за себя. Не забывал Вулф и о короткой форме — сотни его рассказов и повестей собраны в дюжину сборников. Приложением к одному из них стала книжка стихотворений «Для Розмари» (именно так, Вулф ещё и поэт, лауреат премии Райслинга за небольшую поэму «Компьютер итерирует Великие Козыри», 1977).

### Циклы произведений
- Цикл Anderson
  - The Woman Who Loved the Centaur Pholus (1979).
  - The Woman the Unicorn Loved (1981).
- Брийский цикл или Брия (англ. Briah Cycle, он же англ. Sun Cycle, он же англ. Solar Cycle)
  - Четырёхтомник Книга Нового Солнца (англ. The Book of the New Sun или англ. Severian of the Guild)
    - Пыточных дел мастер (англ. The Shadow of the Torturer, 1980).
    - Коготь Миротворца (англ. The Claw of the Conciliator, 1981).
    - Меч ликтора (англ. The Sword of the Lictor, 1982).
    - Цитадель Автарха (англ. The Citadel of the Autarch, 1983).

  - Рассказы о Северьяне Автархе (главный герой Книги Нового Солнца — подмастерья Гильдии палачей): The Map (1984) и The Cat (1983).
  - И явилось Новое Солнце (англ. The Urth of the New Sun, 1987).
  - четырёхтомник Книга Длинного Солнца (англ. The Book of the Long Sun)
    - Nightside the Long Sun (1993).
    - Lake of the Long Sun (1994).
    - Calde of the Long Sun (1994).
    - Exodus from the Long Sun (1996).

  - трёхтомник Книга Короткого Солнца (англ. The Book of the Short Sun).
    - On Blue’s Waters (1999).
    - In Green’s Jungles (2000).
    - Return to the Whorl (2001).
- Цикл An Evil Guest
  - Моя шляпа — дерево (англ. The Tree Is My Hat, 1999).
  - Вспомни (англ. Memorare, 2007 год)[9], номинант премий «Небьюла» 2007 года и «Хьюго» в номинации Лучшая повесть в 2008 году;
  - Злой Гость (An Evil Guest, 2008)[10].

### Романы
- Операция Арес (англ. Operation Ares, 1970).
- роман-сборник Пятая голова Цербера или Цербер пятиглавый (англ. The Fifth Head of Cerberus, 1972).
- Покой (англ. Peace, 1976).
- Пыточных дел мастер (англ. The Shadow of the Torturer, 1980).
- Коготь Миротворца (англ. The Claw of the Conciliator, 1981).
- Меч ликтора (англ. The Sword of the Lictor, 1982).
- Цитадель Автарха (англ. The Citadel of the Autarch, 1983).
- Вид на замок (англ. Castleview, 1990).
- Пираты Свободы (англ. Pirate Freedom, 2007).

### Эпопеи
- Латро в тумане (англ. Latro in the Mist, он же англ. Latro: Soldier)
  - Воин тумана (англ. Soldier of the Mist, 1986).
  - Воин арете (англ. Soldier of Arete, 1989).
  - Солдат Сидона (Soldier of Sidon, 2006), лауреат «Всемирной премии фентези» 2007 года.
- Рыцарь-чародей (англ. The Wizard Knight)
  - Рыцарь (англ. The Knight, 2003).
  - Чародей (англ. The Wizard, 2004).

### Рассказы и повести
- Подменыш (англ. The Changeling, он же англ. Homecoming Day: The Changeling, 1968).
- Ужасы войны (англ. The HORARS of War, 1970).
- Остров доктора Смерти и другие рассказы (англ. The Island of Doctor Death and Other Stories, 1970).
- Марионетки (англ. The Toy Theater, 1971).
- Три миллиона квадратных миль (англ. Three Million Square Miles, он же англ. Thanksgiving: Three Million Square Miles, 1971).
- Рухлядь из кладовой времени (англ. Mathoms from the Time Closet, 1972), включая Рассказ Робота (англ. Robot's Story), Против эскадрильи Лафайета (англ. Against the Lafayette Escadrille, так же англ. Armistice Day: Against the Lafayette Escadrille, Loco Parentis (англ. Loco Parentis).
- Безголовый, он же Безголовый человек (англ. The Headless Man, 1972).
- Звукозапись (англ. The Recording, 1972).
- Песнь преследования (англ. Tracking Song, 1975).
- Сказка об учёном и его сыне (англ. The Tale of the Student and His Son, 1975), позднее, как отдельная глава романа «Коготь Миротворца».
- История Фойлы: Дочь Армигера (англ. Folia's Story: The Armiger's Daughter, 1982), позднее, как отдельная глава романа «Цитадель Автарха».
- Зиккурат (англ. The Ziggurat, 1995).
- Родерик в зоопарке (англ. Petting Zoo, 1997).
- Откуда у меня три почтовых индекса (англ. How I got Three Zip Codes, 1999).
- Точка зрения (англ. Viewpoint, 2001).
- A Walking Tour of the Shambles (2002), в соавторстве с Нилом Гейманом.
- Rattler (2004), в соавторстве с Брайаном Хопкинсом.
- Крен (англ. Comber, 2005).

### Межавторские сборники
- Межавторский цикл Liavek
  - The Green Rabbit from S’Rian (1985), для сборника Liavek.
  - Choice of the Black Goddess (1986), для сборника Liavek: The Players of Luck.
- Межавторский цикл Мифы Ктулху. Свободные продолжения(англ. Cthulhu Mythos)
  - Lord of the Land (1990), для сборника Cthulhu 2000: A Lovecraftian Anthology (1995).
- Межавторский цикл Шерлок Холмс. Свободные продолжения(англ. Sherlock Holmes)
  - Slaves of Silver (1971), для сборника Sherlock Holmes Through Time and Space (1984). Редакторами-составителями были Айзек Азимов, Мартин Г. Гринберг, Чарльз Во.

## Награды
- 1973 год — Премия «Небьюла» (англ. Nebula Award), в номинации Повесть (Novella) за The Death of Dr. Island (1973).
- 1974 год — Премия «Локус» (англ. Nebula Award), в номинации Повесть (Novella) за The Death of Dr. Island (1973).
- 1981 год — Премия «Небьюла», в номинации Роман (Novel) за Коготь Миротворца (англ. The Claw of the Conciliator, 1973).
- 1981 год — «Всемирная премия фэнтези», в номинации Роман (Novel) за Пыточных дел мастер (англ. The Shadow of the Torturer, 1980).
- 1982 год — Премия «Локус», в номинации Роман фэнтези (Fantasy Novel) за Коготь Миротворца (англ. The Claw of the Conciliator, 1973).
- 1982 год — на British Fantasy Award, в номинации Роман (Novel), Меч ликтора (англ. The Sword of the Lictor, 1982) получил премию им. Августа Дерлета (англ. the August Derleth Award).
- 1982 год — British Science Fiction Award, в номинации Роман (Novel) за Пыточных дел мастер (англ. The Shadow of the Torturer, 1980).
- 1983 год — Премия «Локус», в номинации Роман фэнтези (Fantasy Novel) за Меч ликтора (англ. The Sword of the Lictor, 1982).
- 1984 год — Мемориальная Премия Джона Кэмпбелла (англ. John W. Campbell Award), в номинации Лучший НФ-роман за Цитадель Автарха (англ. The Citadel of the Autarch, 1983).
- 1985 год — Премия «Аполло» за Цитадель Автарха
- 1987 год — Премия «Локус», в номинации Роман фэнтези (Fantasy Novel) за Воин тумана (англ. Soldier of the Mist, 1987).
- 1989 год — «Всемирная премия фэнтези», в номинации Сборник (Collection) за Истории Старого отеля (англ. Storeys from the Old Hotel, 1988).
- 1989 год — NESFA[11] присудила Д. Вулфу премию Skylark[12] за вклад в развитие фантастики.
- 1996 год — «Всемирная премия фэнтези» за заслуги перед жанром (Life Achievement).
- 2005 год — Премия «Локус», в номинации Повесть (Novella) за Golden City Far (2004).
- 2007 год — «Всемирная премия фэнтези», в номинации Роман (Novel) за Солдат Сидона (2006).
- 2010 год — Премия Локус в номинации «Авторский сборник» за The Best of Gene Wolfe: A Definitive Retrospective of His Finest Short Fiction (2009)